# Día Marítimo Europeo
El Día Marítimo Europeo tiene como objetivo dar visibilidad al mar y difundir su importancia entre los ciudadanos europeos. Para ello se celebran diferentes eventos centrados en las actividades marítimas. El Día Marítimo Europeo fue establecido conjuntamente por el Consejo Europeo, el Parlamento Europeo y la Comisión Europea en el año 2008 como parte integrante de la política marítima de la UE. En 2018 se llevará a cabo del 31 de mayo al 1 de junio.

## Temas
| Año  | País         | Ciudad     | Tema                                                                   |
| ---- | ------------ | ---------- | ---------------------------------------------------------------------- |
| 2008 | Bélgica      | Bruselas   | "A regional approach to the implementation of Maritime Policy"         |
| 2009 | Italia       | Roma       | "Integrated Maritime Policy and the contribution of maritime clusters" |
| 2010 | España       | Gijón      | "How to foster innovation?"                                            |
| 2011 | Polonia      | Gdansk     | "Maritime Policy: Putting People First"                                |
| 2012 | Suecia       | Gotemburgo | "Sustainable Growth from the Oceans, Seas and Coasts"                  |
| 2013 | Malta        | Valletta   | "Coastal Development and Sustainable Maritime Tourism"                 |
| 2014 | Alemania     | Bremen     | "Innovation driving Blue Growth"                                       |
| 2015 | Grecia       | Piraeus    | "Ports and Coasts, Gateways to Maritime Growth"                        |
| 2016 | Finlandia    | Turku      | "Investing in blue growth – smart and sustainable solutions"           |
| 2017 | Reino Unido  | Poole      | "The Future of our Seas"                                               |
| 2018 | Bulgaria     | Burgas     | The meeting point for Europe's Maritime Community Join the debate!     |
| 2019 | Portugal     | Lisboa     | Día Marítimo Europeo 2019                                              |
| 2020 | Irlanda      | Cork       | Día Marítimo Europeo 2020                                              |
| 2021 | Países Bajos | Den Helder | Día Marítimo Europeo 2021                                              |
| 2022 | Italia       | Rávena     | Día Marítimo Europeo 2022                                              |
| 2023 | Francia      | Brest      | Día Marítimo Europeo 2023                                              |
| 2024 | Dinamarca    | Svendborg  | Día Marítimo Europeo 2024                                              |

## Día Marítimo Europeo 2018
El Día Marítimo Europeo (EMD) es el punto de encuentro anual de la comunidad marítima de Europa para establecer redes, debatir y forjar una acción conjunta. Burgas será sede de la edición de 2018 el 31 de mayo y el 1 de junio.

## Día Marítimo Europeo 2017
El Día Marítimo Europeo es el punto de encuentro anual de la comunidad marítima europea para establecer redes, debatir y forjar acciones conjuntas. La conferencia y exposición del Día Marítimo Europeo 2017 se celebró del 18 al 19 de mayo de 2017 en Poole. Fue seguido por el Festival Marítimo de Poole (15-21 de mayo de 2017), dedicado a la participación del público en general y la celebración de Poole y el patrimonio marítimo local de Dorset y el medio ambiente.

## Día Marítimo Europeo 2013
La sexta edición de la conferencia del Día Marítimo Europeo se celebrará en La Valeta (Malta) los días 21 y 22 de mayo de 2013. La organiza la Comisión Europea (Dirección General de Asuntos Marítimos y Pesca), en colaboración con el Ministerio de Economía, Inversión y Pequeñas Empresas y el Ministerio de Turismo malteses.
D.ª Maria Damanaki, Comisaria Europea de Asuntos Marítimos y Pesca, D. Karmenu Vella, ministro de Turismo de Malta, y el Dr. Chris Cardona, ministro de Economía, Inversión y Pequeñas Empresas de Malta, se reunirán con otros ministros y personalidades de Europa en la conferencia.

## Día Marítimo Europeo 2011
La ciudad de Gdansk, en la región de Pomerania en Polonia ha sido elegida como locación para la Conferencia del Día Marítimo Europeo 2011. El evento se celebrará del 19 al 20 de mayo en las instalaciones de la Orquesta Filarmónica del Báltico. La conferencia está coorganizada por la Dirección General de Asuntos Marítimos y Pesca, el Ministerio de Infraestructura de Polonia, las autoridades de la región de Pomerania, y la ciudad de Gdansk. El programa se centrará en el empleo y la formación en los sectores marítimo y  en los "sectores marítimos potenciales" para estimular el crecimiento económico en las regiones costeras.

## Día Marítimo Europeo 2010
La ciudad de Gijón, Asturias, ha sido elegida por la Comisión Europea para organizar el Día Marítimo Europeo 2010, que se celebrará entre los días 19 y 21 de mayo de 2010. Este evento forma parte de los actos que se realizarán dentro de la presidencia española de la UE. El Comisario Joe Borg, el Secretario de Estado del Gobierno Español, Diego López Garrido, y el presidente del Principado de Asturias, Vicente Álvarez Areces, fueron los encargados de formalizar el acuerdo.
El 20 de mayo de 2010, se celebrará una Conferencia a la que serán invitados todos los agentes interesados en la política marítima europea. El principal tema de esta Conferencia será la innovación; en concreto, su papel a la hora de diseñar las políticas de competitividad, protección medioambiental, mejora de las condiciones de trabajo y empleo

## Día Marítimo Europeo 2009
Se celebró en Roma y su objetivo fue llamar la atención del público sobre el patrimonio marítimo europeo y el papel crucial que desempeña el sector marítimo en el desarrollo de un futuro sostenible para la UE. La conferencia de tres días fue organizada por el Gobierno italiano. Asistieron más de 1.200 personas a esta Conferencia, que tuvo 125 oradores de alto nivel entre ellos el presidente de la Comisión Europea, José Manuel Barroso, Rodi Kratsa-Tsagaropoulou, Vicepresidenta del Parlamento Europeo y Stefan Füle, ministro de Asuntos Europeos de la República Checa en representación de la Presidencia del Consejo de la UE, así como alrededor de 30 ministros de los Estados miembros de la UE y los países MED, la Comisión Europea también estuvo representada con los Vicepresidentes Antonio Tajani y Günter Verheugen, y el Comisario Joe Borg. 

## Día Marítimo Europeo 2008
Se celebró en Bruselas.